# インゴ・メッツマッハー
インゴ・メッツマッハー（Ingo Metzmacher, 1957年11月10日ニーダーザクセン州ハノーファー - ）は、ドイツの指揮者。

## 略歴
ハノーファー生まれ。父はチェリストのルドルフ・メッツマッハー。ハノーファー、ザルツブルク、ケルンの音楽大学でピアノを学ぶ。1981年アンサンブル・モデルンにピアニストとして参加し、楽団指揮者1985年同楽団の指揮者となる。指揮者として1987年にフランクフルト歌劇場でデビューし、その後各地の歌劇場に招かれて演奏活動を行った。
1997年にハンブルク州立歌劇場並びにハンブルク国立フィルハーモニー管弦楽団の音楽監督に就任。演出家のペーター・コンヴィチュニーと組んで数々の話題作を上演した。
日本との関係では、2013年に新日本フィルハーモニー交響楽団の"Conductor in Residence"に就任。